# Tour du Haut-Var 2017
Il Tour du Haut-Var 2017, ufficialmente Tour Cycliste International du Haut-Var, quarantanovesima edizione della corsa, valida come prova dell'UCI Europe Tour 2017 categoria 2.1, si è svolta in due tappe, dal 18 al 19 febbraio 2017, su un percorso di complessivi 360,5 km che si snoda interamente nel dipartimento del Var, con partenza da Le Cannet-des-Maures e arrivo a Draguignan, in Francia. La vittoria fu appannaggio di Arthur Vichot, che completò il percorso in 9h06'49", alla media di 39,556 km/h, precedendo i connazionali Julien Simon e Romain Hardy.
Sul traguardo di Draguignan 111 ciclisti, su 127 partiti, portarono a termine la competizione.

## Tappe
| Tappa  | Data        | Percorso                                | km    | Vincitore di tappa | Leader cl. generale |
| ------ | ----------- | --------------------------------------- | ----- | ------------------ | ------------------- |
| 1ª     | 18 febbraio | Le Cannet-des-Maures > Bagnols-en-Forêt | 153,7 | Samuel Dumoulin    | Samuel Dumoulin     |
| 2ª     | 19 febbraio | Draguignan > Draguignan                 | 206,8 | Julien Simon       | Arthur Vichot       |
| Totale | Totale      | Totale                                  | 360,5 |                    |                     |

## Squadre e corridori partecipanti
| N.    | Cod. | Squadra                      |
| ----- | ---- | ---------------------------- |
| 1-8   | FDJ  | FDJ                          |
| 11-18 | ALM  | AG2R La Mondiale             |
| 21-28 | BMC  | BMC Racing Team              |
| 31-38 | FVC  | Fortuneo-Vital Concept       |
| 41-48 | DEN  | Direct Énergie               |
| 51-58 | COF  | Cofidis                      |
| 61-68 | DMP  | Delko-Marseille Provence-KTM |
| 71-78 | AND  | Androni Giocattoli-Sidermec  |

| N.      | Cod. | Squadra                      |
| ------- | ---- | ---------------------------- |
| 81-87   | WVA  | WB Veranclassic Aqua Protect |
| 91-98   | RLM  | Roubaix-Lille Métropole      |
| 101-108 | ADT  | Armée de Terre               |
| 111-118 | AUB  | HP BTP-Auber 93              |
| 121-128 | TRA  | Roth-Akros                   |
| 131-138 | KWC  | Kuwait-Cartucho.es           |
| 141-148 | GME  | GM Europa Ovini              |
| 151-158 | AMO  | Amore & Vita-Selle SMP       |

## Dettagli delle tappe

### 1ª tappa
- 18 febbraio: Le Cannet-des-Maures > Bagnols-en-Forêt - 153,7 km

Risultati
| Pos. | Corridore       | Squadra | Tempo    |
| ---- | --------------- | ------- | -------- |
| 1    | Samuel Dumoulin | AG2R    | 3h44'48" |
| 2    | Arthur Vichot   | FDJ     | s.t.     |
| 3    | Maxime Vantomme | WB      | s.t.     |

| Pos. | Corridore       | Squadra | Tempo    |
| ---- | --------------- | ------- | -------- |
| 1    | Samuel Dumoulin | AG2R    | 3h44'48" |
| 2    | Arthur Vichot   | FDJ     | s.t.     |
| 3    | Maxime Vantomme | WB      | s.t.     |

### 2ª tappa
- 19 febbraio: Draguignan > Draguignan - 206,8 km

Risultati
| Pos. | Corridore       | Squadra | Tempo    |
| ---- | --------------- | ------- | -------- |
| 1    | Julien Simon    | Cofidis | 5h22'01" |
| 2    | Julien El Fares | Delko   | s.t.     |
| 3    | Arthur Vichot   | FDJ     | s.t.     |

| Pos. | Corridore     | Squadra  | Tempo    |
| ---- | ------------- | -------- | -------- |
| 1    | Arthur Vichot | FDJ      | 9h06'49" |
| 2    | Julien Simon  | Cofidis  | s.t.     |
| 3    | Romain Hardy  | Fortuneo | s.t.     |

## Classifiche finali

### Classifica generale
| Pos. | Corridore         | Squadra        | Tempo    |
| ---- | ----------------- | -------------- | -------- |
| 1    | Arthur Vichot     | FDJ            | 9h06'49" |
| 2    | Julien Simon      | Cofidis        | s.t.     |
| 3    | Romain Hardy      | Fortuneo       | s.t.     |
| 4    | Damiano Caruso    | BMC            | s.t.     |
| 5    | Lilian Calmejane  | Direct Énergie | s.t.     |
| 6    | Mauro Finetto     | Delko          | s.t.     |
| 7    | Brent Bookwalter  | BMC            | s.t.     |
| 8    | Jonathan Hivert   | Direct Énergie | s.t.     |
| 9    | Arnold Jeannesson | Fortuneo       | s.t.     |
| 10   | Julien El Fares   | Delko          | a 8"     |

## Evoluzione delle classifiche
| Tappa              | Vincitore          | Classifica generale Maglia gialla mimosa | Classifica a punti Maglia verde mimosa | Classifica della montagna Maglia rossa mimosa | Classifica dei giovani Maglia bianca mimosa | Classifica a squadre |
| ------------------ | ------------------ | ---------------------------------------- | -------------------------------------- | --------------------------------------------- | ------------------------------------------- | -------------------- |
| 1ª                 | Samuel Dumoulin    | Samuel Dumoulin                          | Samuel Dumoulin                        | Marco Bernardinetti                           | Tom Bohli                                   | BMC Racing Team      |
| 2ª                 | Julien Simon       | Arthur Vichot                            | Arthur Vichot                          | Franck Bonnamour                              | Tom Bohli                                   | BMC Racing Team      |
| Classifiche finali | Classifiche finali | Arthur Vichot                            | Arthur Vichot                          | Franck Bonnamour                              | Tom Bohli                                   | BMC Racing Team      |